# 서부흙파는쥐
서부흙파는쥐 또는 서부주머니고퍼(Thomomys mazama)는 흙파는쥐과에 속하는 설치류의 일종이다. 태평양 북서부에 제한적을 분포한다. 분포 지역은 워싱턴주 해안 지역부터 오리건주를 거쳐 캘리포니아주 북부-중부 지역이다.